# Ревілло (Південна Дакота)
Ревілло (англ. Revillo) — місто (англ. town) в США, в окрузі Ґрант штату Південна Дакота. Населення — 99 осіб (2020).

## Географія
Ревілло розташоване за координатами 45°0′55″ пн. ш. 96°34′16″ зх. д. / 45.01528° пн. ш. 96.57111° зх. д. (45.015315, -96.571104).  За даними Бюро перепису населення США в 2010 році місто мало площу 0,43 км², уся площа — суходіл.

## Демографія
Згідно з переписом 2010 року, у місті мешкало 119 осіб у 53 домогосподарствах у складі 32 родин. Густота населення становила 275 осіб/км².  Було 67 помешкань (155/км²).
Расовий склад населення:
| - 98,3 % — білих |

До двох чи більше рас належало 1,7 %. Частка іспаномовних становила 0,0 % від усіх жителів.
За віковим діапазоном населення розподілялося таким чином: 29,4 % — особи молодші 18 років, 54,6 % — особи у віці 18—64 років, 16,0 % — особи у віці 65 років та старші. Медіана віку мешканця становила 41,8 року. На 100 осіб жіночої статі у місті припадало 108,8 чоловіків;  на 100 жінок у віці від 18 років та старших — 104,9 чоловіків також старших 18 років.
Середній дохід на одне домашнє господарство  становив 50 460 доларів США (медіана — 56 607), а середній дохід на одну сім'ю — 56 250 доларів (медіана — 57 143). За межею бідності перебувало 19,0 % осіб, у тому числі 42,3 % дітей у віці до 18 років та 4,3 % осіб у віці 65 років та старших.
Цивільне працевлаштоване населення становило 54 особи. Основні галузі зайнятості: виробництво — 24,1 %, роздрібна торгівля — 18,5 %, транспорт — 13,0 %, оптова торгівля — 9,3 %.